# 扎里奇涅 (戈夏區)
50°33′16″N 26°32′40″E / 50.55444°N 26.54444°E
扎里奇涅（烏克蘭語：Зарічне），是烏克蘭西北部的村莊，隸屬里夫內州的里夫內區。該村始建於1545年，面積1.39平方公里，海拔高度186米，2001年人口384，人口密度每平方公里275.5人。